# (618) Elfriede
(618) Elfriede – planetoida z grupy pasa głównego asteroid okrążająca Słońce w ciągu 5 lat i 256 dni w średniej odległości 3,19 j.a. Została odkryta 17 października 1906 roku w Landessternwarte Heidelberg-Königstuhl, w Heidelbergu przez Karla Lohnerta. Pochodzenie nazwy planetoidy nie jest znane. Przed jej nadaniem planetoida nosiła oznaczenie tymczasowe (618) 1906 VZ.